# Il cavaliere del destino
Il cavaliere del destino (Riders of Destiny) è un film del 1933 diretto da Robert N. Bradbury.
È un musical western statunitense con John Wayne, Cecilia Parker e Forrest Taylor.

## Trama
Un latifondista dell'ovest tiranneggia i coloni. Viene chiesto l'intervento degli agenti federali. Uno sceriffo viene ucciso, ma c'è un giovane che fa delle indagini per conto suo. Il buono insegue il latifondista a cavallo. Giustizia è fatta. Il giovane era un agente federale.

## Produzione
Il film, diretto da Robert N. Bradbury su un suo soggetto, fu prodotto da Paul Malvern per la Lone Star Productions (Paul Malvern Production) tramite la Monogram Pictures e girato nell'Andy Jauregui Ranch e nel Trem Carr Ranch a Newhall e a Kernville, Lancaster e Palmdale, in California, nell'agosto del 1933 con un budget stimato in 15.000 dollari. Titolo di lavorazione: Singin' Sandy.

## Distribuzione
Il film fu distribuito con il titolo Riders of Destiny negli Stati Uniti dal 10 ottobre 1933 al cinema dalla Monogram Pictures.
Alcune delle uscite internazionali sono state:
- nel Regno Unito il 16 luglio 1934
- in Germania (Die Wasserrechte von Lost Creek)
- in Polonia (Jezdzcy przeznaczenia)
- in Spagna (Jinetes del destino)
- in Francia (Les cavaliers du destin)
- in Brasile (O Cavaleiro do Destino)
- in Italia (Il cavaliere del destino)

## Promozione
Le tagline sono:
- "He Wrote The Code Of Justice With A Blazing Six-Gun!". (locandina 1939)
- "A Great Western Star in a WHIRLWIND of ACTION!". (locandina 1947)